# Дніпровка (Водянська сільська громада)
Дніпро́вка — село в Україні, у Водянській сільській громаді Василівського району Запорізької області. Населення становить 4017 осіб.

## Географія
Село Дніпровка знаходиться за 2 км від села Нововодяне. По селу та навколо нього протікає багато іригаційних каналів. Через село проходять автомобільні дороги Т 0805 та Р37.

## Історія
Село виникло у 1787 році на лівому березі Дніпра і названо Дніпровкою [Архівовано 11 листопада 2012 у Wayback Machine.]. Першими тут осіли кріпаки-втікачі з Серпуховського повіту Московської губернії. Наприкінці того ж року тут оселилися ще 60 родин державних селян з Старого Осколу Курської губернії. Пізніше сюди прибули державні селяни з Новгород-Сіверського повіту Чернігівського намісництва. До 1795 року в Дніпровці поселили близько 200 сімей державних селян-старообрядців.
Напередодні реформи 1861 року в Дніпровці було 408 дворів, проживало 2963 чоловіка.
Станом на 1886 рік в селі, центрі Дніпровської волості Мелітопольського повіту Таврійської губернії, мешкало 4653 особи, налічувалось 659 дворів, існували православна церква, школа, 5 лавок, 2 бондарні, колесня, відбувалось 2 ярмарки на рік: 1 березня та 20 червня.
За даними подвірного перепису 1914 року в Дніпровці налічувалося 1600 дворів, проживало 11 097 чоловік. Тільки половина господарств закріпила за собою наділи, 542 двори були безземельними.

## Населення

### Мова
Розподіл населення за рідною мовою за даними :
| Мова              | Кількість | Відсоток |
| ----------------- | --------- | -------- |
| російська         | 3157      | 78.59%   |
| українська        | 824       | 20.51%   |
| ромська           | 12        | 0.30%    |
| гагаузька         | 5         | 0.12%    |
| вірменська        | 4         | 0.10%    |
| румунська         | 2         | 0.05%    |
| болгарська        | 2         | 0.05%    |
| кримськотатарська | 1         | 0.02%    |
| інші/не вказали   | 10        | 0.26%    |
| Усього            | 4017      | 100%     |

## Економіка
- «Агро Дніпро», ТОВ.

## Об'єкти соціальної сфери
- 2 школи.

## Особистості
- Фурсенко Іван Семенович  — Герой Радянського Союзу